# Stasi
Bộ An ninh quốc gia Cộng hòa Dân chủ Đức (Ministerium für Staatssicherheit, MfS), thường được biết đến là Stasi (IPA: [ˈʃtɑːziː]) (viết tắt tiếng Đức: Staatssicherheit, nghĩa là An ninh quốc gia), là cơ quan tình báo nội vụ và hải ngoại của Cộng hòa Dân chủ Đức. Cơ quan này còn có nhiệm vụ điều tra những hành động phạm pháp về chính trị. Stasi có trụ sở tại Đông Berlin, toạ lạc tại một khu riêng biệt lớn ở Lichtenberg, Berlin cùng với một số văn phòng nhỏ hơn ở khắp thành phố. Bộ này về mặt đối nội là một công cụ để đàn áp và kiểm soát người dân Đông Đức của Đảng Xã hội chủ nghĩa Thống nhất Đức để có thể giữ được quyền lực. Bộ này dùng tất cả mọi phương tiện để kiểm soát, đe dọa, khủng bố và đập tan những phe đối lập và những người chỉ trích chế độ. Đây được coi là một trong những cơ quan tình báo và cảnh sát mật hoạt động hiệu quả nhất thế giới. Khẩu hiệu của nó là "Schild und Schwert der Partei" (Lá chắn và Thanh gươm của Đảng), tức là Đảng Xã hội chủ nghĩa Thống nhất Đức. Sau năm 1990, một số nhân viên của Stasi đã bị khởi tố do những tội danh của mình.
Bên cạnh MfS còn có một cơ quan tình báo khác ở Đông Đức là cơ quan tình báo Quân đội với trụ sở ở Berlin-Köpenick.

## Thành lập Stasi
Stasi được thành lập ngày 8 tháng hai, 1950. Nó phỏng theo mô hình hoạt động của MGB ("Bộ An ninh Quốc gia" của Liên Xô). Wilhelm Zaisser là bộ trưởng đầu tiên, và Erich Mielke là đại diện của ông. Cho tới cuối năm đó thì bộ này đã có tới 2700 nhân viên. Zaisser, người mà đã cố hạ bệ tổng bí thư SED Walter Ulbricht sau cuộc nổi dậy tại Đông Đức 1953, đã bị Ulbricht thay thế bởi Ernst Wollweber. Wollweber đã từ chức năm 1957 sau khi đụng chạm với Ulbricht và Erich Honecker, và người đại diện cho ông ta, Erich Mielke, lên nắm quyền.
Năm 1957, Markus Wolf trở thành trưởng phòng của cơ quan tình báo hải ngoại với tên gọi là Hauptverwaltung Aufklärung. Wolf đã đạt được nhiều thành công trong nhiệm vụ đưa gián điệp trà trộn vào chính phủ, các giới chính trị và kinh tế của Tây Đức. Một trường hợp mà gây nhiều tiếng vang nhất là vụ Günter Guillaume, khiến thủ tướng Tây Đức, ông Willy Brand phải từ chức vào tháng 5 năm 1974. Năm 1986, Wolf về hưu và được nối tiếp bởi Werner Grossmann.

## Tổ chức

### Nhân viên chính thức
Số nhân viên Stasi càng ngày càng gia tăng. Năm 1949 họ chỉ có 1.150 nhân viên, đến 31 tháng 10 năm 1989 nó tăng lên thành 91.015 (trong đó có 13.073 lính tình nguyện). Từ khi có mặt Stasi đã có tổng cộng 250.000 nhân viên chính thức, trong đó khoảng 100.000 lính tình nguyện. Gần 85 % là đàn ông. Đàn bà thường chỉ làm việc đánh máy, trong nhà ăn, y tá trong bộ phận y tế.

### Nhân viên không chính thức
Thêm vào đó là mạng lưới của những người gọi là nhân viên không chính thức (IM). Khác với số nhân viên chính thức, nhân viên không chính thức không tăng lên dần dần, mà bất chợt tùy theo các cuộc khủng hoảng (Cuộc nổi dậy 17 tháng 6, Xây tường Berlin, Chính sách giảm căng thẳng Đức-Đức). Trong những năm 1975 cho tới 1977 mạng lưới IM lên đến trên 200.000 nhân viên, con số cao nhất. Việc thay đổi quy định về nhân viên không chính thức với mục đích chuyên nghiệp hóa họ, đã làm giảm con số xuống còn 173.081 nhân viên cuối thập niên 1970 (Con số: 31.12.1988). Trong suốt thời gian nó có mặt, Stasi có tất cả là 624.000 người là nhân viên không chính thức.

## Sĩ quan Stasi sau khi nước Đức tái thống nhất

### Làm việc cho các doanh nghiệp nhà nước Nga
Cựu điệp viên Stasi Matthias Warnig (biệt hiệu "Arthur") hiện thời là giám đốc điều hành hãng Nord Stream, thiết lập các ống gas từ Nga sang châu Âu. Những cuộc điều tra Đức đã tiết lộ một số người điều hành quan trọng của hãng Gazprom Germania trước đây là điệp viên của Đức.